# D.S.
A D.S. Michael Jackson amerikai énekes dala 1995-ben megjelent HIStory: Past, Present and Future című albumáról. Slash gitározik benne. A dal a kétlemezes album 2. lemezén szerepel, tizennégy másik új dallal együtt (az első lemez válogatásalbum Jackson 15 legsikeresebb számával). A D.S. egyike annak a három új dalnak, melynek teljes szövege szerepel a borítófüzetben. A dal egy Dom Sheldon nevű személyről szól, aki tönkre akarja tenni Jacksont; az álnév Thomas W. Sneddon Jr. kaliforniai állami ügyészt takarja, aki 1993-ban, amikor Jacksont gyermekmolesztálás vádjával perelték, az ügyész volt. A HIStory albumon több dal is kifejezi Jackson dühét afelett, ahogy az ügyészség és a média bánt vele, amikor ártatlanul megvádolták.

## Háttere
A HIStory: Past, Present and Future album számaira, köztük a D.S.-re is nagy hatással voltak a Jackson ellen felhozott gyermekmolesztálási vádak. Az album az énekes válasza az őt gyötrő médiának és a nyilvánosságnak. 1993-ban Evan Chandler és fia, Jordan Chandler megvádolták Jacksont, hogy molesztálta Jordant. A Jackson elleni nyomozást a Santa Barbara megyei főügyész, Thomas W. Sneddon Jr. irányította. Ő rendelte el azt is, hogy az énekest meztelenre vetkőztetve megvizsgálják, hogy kiderüljön, pontos-e a leírás, amit Jordan Chandler adott Jackson nemi szervéről (nem bizonyult pontosnak). A vizsgálat során Jacksont meztelenre vetkőztetve egy állványra állították és kb. 25 percen keresztül vizsgálták, bár nem érintették meg.
A nyomozást a média rendkívül szenzációhajhász módon tárgyalta, sokszor nemhogy a valóságot, de a cikk tényleges tartalmát sem tükröző főcímeket használt, pénzért minden kritika nélkül fogadott el álhíreket Jackson tetteiről, közzétett a nyomozás során kiszivárgott bizalmas információkat, szándékosan a lehető legelőnytelenebb fényképeket tette közzé az énekesről, nem törekedett az objektivitásra és a főcímekben erősen Jackson bűnösségét sugallta. „El kell hogy mondjam, nagyon elkeserít, ahogy a borzalmas média kezeli az ügyet. Minden lehetőséget megragadtak arra, hogy darabjaira szedjék és manipulálják a vádakat, hogy a nekik tetsző következtetést vonhassák le belőle.” – nyilatkozta egy alkalommal Jackson.
Az énekes a stressz csökkentése érdekében fájdalomcsillapítókat kezdett szedni: Valiumot, Xanaxot és Ativant. Pár hónappal a botrány kitörése után már öt kilóval kevesebbet nyomott és alig evett. Egészségi állapota miatt épp zajló turnéját abba kellett hagynia, és szanatóriumba vonult. Egy klinika egész negyedik szintjét kibérelte, és itt-tartózkodása alatt intravénásan kapta a váliumot, hogy leszoktassák a fájdalomcsillapítókról. Szóvivője elmondta, hogy Jackson alig képes értelmesen megnyilvánulni. A klinikán egyéni és csoportos terápián is részt vett.
Jackson végül peren kívüli megegyezéssel rendezte az ügyet, és a rendőrség bizonyíték hiányában lezárta a nyomozást. Mikor egészsége javulni kezdett, az énekes elkezdett új albumán dolgozni. A HIStory felvételei 1994-ben kezdődtek meg. A D.S. című dal egy Dom S. Sheldon nevű, könyörtelen emberről szól – neve kiejtve rendkívül hasonlít Thomas Sneddon nevére. Az elterjedt vélekedést, miszerint a dal Sneddonról szól, maga Sneddon is osztja.

## Témája és műfaja
Az album dalainak nagy része a Jackson által átéltekkel foglalkozik: a Scream és a Tabloid Junkie című dalokban az énekes kifejezetten a média elleni dühét fejezi ki, a befelé forduló Stranger in Moscowban pedig arra panaszkodik, hogy kiesett a média kegyeiből. A D.S. nagyban hasonlít az album többi dalához azzal, hogy erősen paranoiás hangulatú. A szövegben Jackson egy olyan emberről énekel, aki el akarja őt kapni „élve vagy halva” és „a meglepetés erejével próbálja ledönteni”. A dalban részletek szerepelnek a Yes Owner of a Lonely Heart című slágeréből, melynek szerzői Trevor Rabin, Jon Anderson, Chris Squire és Trevor Horn. A dal puskalövéssel végződik.
A rockos hangzású dalban gitározik a Guns N’ Roses gitárosa, Slash, aki már dolgozott Jacksonnal annak előző, Dangerous című albumán. Slash szólója előtt Jackson Slash nevét kiáltja. Nem ez Jackson első rockdala: korábban a Beat It, a Dirty Diana, a Give In to Me és a Scream is nagy sikert aratott. A HIStory albumról írt kritikájában Jackson Browne, az Entertainment Weekly kritikusa kemény rockdalnak nevezi a D.S.-t.

## Fogadtatása
Bár az albumot jelölték az év albumának járó Grammy-díjra, és más dalai nagy figyelmet kaptak, a D.S.-t kevés zenekritikus elemezte részletesen; rendszerint csak a dal stílusát és Tom Sneddonnal való kapcsolatát említették. Fred Shuster, a Daily News of Los Angeles munkatársa szerint a dal „szuper funk, ami a nyár legzsúfoltabb tánctereit fogja megtölteni”.
Több hírcsatorna felfigyelt a dalnak Sneddonnal való kapcsolatára. A Fox News Channel és a CNN is megjegyezte, hogy a dal főszereplőjének a neve kiejtve nagyban hasonlít a főügyész nevére. A BBC szerint a dalban elhangzó B.S.T.A. rövidítés is nagyban hasonlít az S.B.D.A.-hez (Santa Barbara District Attorney" – Santa Barbara kerületi főügyész). A The Guardian és a The New York Times szerint Jackson azt sugallja, a dalban szereplő „Sheldon” kapcsolatban áll a CIA-val és a Ku Klux Klannal, és „szavazatokra hajt”. Sneddon saját weboldala szerint a főügyész maga is úgy tartja, ő a dal alanya. „Ő az ország egyetlen főügyésze, akiről dühös hangú dalt írt Michael Jackson pop-megasztár”. Sneddon így nyilatkozott a dalról: „Nem tettem meg azt a, mondjuk így, szívességet neki, hogy meghallgatom, de azt mondták, puskalövéssel végződik.”

## Utóélete
Bár a dalhoz nem készült videóklip, a dal témájára utalt a Ghosts című rövidfilm. Az 1996-os Cannes-i Filmfesztiválon bemutatott és 1997-ben megjelent filmet Jackson és Stephen King írta, és Stan Winston rendezte. A történetet az az elidegenedés ihlette, amit Jackson érzett az 1993-as események idején. A filmben a Maestrót (Jackson) csaknem elűzi a városból a polgármester (aki nagyon hasonlít Sneddonra) és a lakók, mert csodabogárnak tartják. A filmben számos speciális effektus látható, valamint különleges koreográfia, melyet Jackson tervezett. A HIStory és a Blood on the Dance Floor: HIStory in the Mix című albumok több dala és videóklipje is belekerült. A Ghosts több mint 38 perc hosszú; a világ leghosszabb videóklipjeként bekerült a Guinness rekordok könyvébe.
2003-ban Jacksont ismét gyermekmolesztálással vádolták, és ismét Sneddon vezette a nyomozást, valamint ő volt az ügyész is. Jackson ezúttal nem egyezett meg peren kívül, vállalta a pert, melynek végén minden vád alól felmentették. Az, hogy mindkét esetben Sneddon irányította a nyomozást, többekben felvetette, hogy a főügyésznek személyes elintéznivalója van az énekessel. Ennek bizonyítékaként felhozták, hogy Sneddon viccelődött azzal, hogy Jackson Number Ones című válogatásalbuma az énekes letartóztatásának napján jelent meg. „Mintha a seriffet és engem érdekelne az ilyen zene” – jelentette ki, majd gúnynévvel illette az énekest, és már akkor azt kiáltozta a médiának, hogy „elkaptuk, végre elkaptuk”, amikor még épp csak hogy megkezdődött a nyomozás és nagyon kevés bizonyíték állt a rendelkezésére.
2019-ben a "Leaving Neverland" című film kapcsán, a rajongók néhány, úgynevezett "Fanmade" dalokat csináltak. Ezek közt szerepel a "W.R" ami a D.S 2019-es változata. A refrénben a "Dom Sneddon is a Cold Man" sor helyett, "Wade Robson is a Cold Man" hallható. A "Fanmade" dalok közt szerepel a "Get Away From Me", az "Innocent", a "Nothing But Lies, a "What Did You Tell About Me" és a "I'm Tired Of You".
Ezen dalok nagyrésze az Indestructible szintén "Fanmade" albumon található.
 A per minden egyes napján rajongók egy csapata a D.S.-t énekelte a bíróság előtt.

## Közreműködők
- Szerző, szövegíró, producer, vokális elrendezés, ének és háttérvokálok: Michael Jackson
- Elrendezés: Michael Jackson, Jimmy Jam és Terry Lewis, Dallas Austin
- Billentyűsök és szintetizátorok: Jimmy Jam & Terry Lewis
- Gitár és ritmusgitár: Slash